# جون بيك (لاعب كريكت)
جون بيك (1 أغسطس 1934 بويلينغتون في نيوزيلندا - 24 أبريل 2000) (بالإنجليزية: John Beck)‏ هو لاعب كريكت نيوزلندي. شارك مع منتخب نيوزيلندا الوطني للكريكت.

## وصلات خارجية
- جون بيك على موقع إي آس بي آن كريك إنفو (الإنجليزية)